# Friedrich Christoph Förster

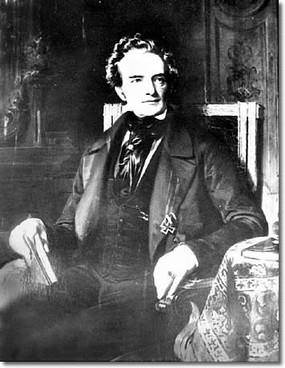
Friedrich Christoph Förster

Friedrich Christoph Förster (* 24. September 1791 in Münchengosserstädt; † 8. November 1868 in Berlin) war ein deutscher Historiker, Dichter und Schriftsteller.

## Leben
Förster war der zweite Sohn des Pfarrers und Kirchendichters Karl Christoph Förster und der ältere Bruder des Malers und Kunsthistorikers Ernst Förster.
Er besuchte die Grundschule und ab 1805 das Friedrichgymnasium (Altenburg). Er studierte an der Julius-Maximilians-Universität Würzburg und der Universität Jena, wo er sich den 1805 gestifteten Corps Franconia Würzburg (1808) und Saxonia Jena (1809) anschloss. In Jena studierte er Evangelische Theologie, Archäologie und Geschichte. Er absolvierte in Altenburg das Kandidatenexamen und nahm in Dresden eine Stelle als Informator an.

### Befreiungskriege
Zu Beginn der Befreiungskriege meldete er sich mit Theodor Körner zu den Lützowschen Jägern. Wie Körner verfasste er mehrere Kriegslieder. Als Premierleutnant  wurde er in der Schlacht an der Göhrde verwundet. Nach der Schlacht bei Paris und dem Einzug der alliierten Truppen in Paris wurde das Lützowsche Korps aufgelöst. Mit dem daraus hervorgehenden Regiment ging Förster nach Berlin. Als Napoleons Herrschaft der Hundert Tage anbrach, wurde er beim erneuten Kriegseinsatz in Frankreich im März 1815 schwer verwundet. Später beteiligte er sich an der Rückholung entführter Kunst und Literatur aus Paris. 1856 schrieb er rückblickend:

„Die Waffen der Monarchen selbst wurden demokratisch; der Kampf gegen den Tyrannen ward im Namen der Völkerfreiheit von Heeren geführt, in denen der nationale und politische Begriff lebendig war; und er ward mehr für die gemäßigten Grundsätze der Revolution geführt als gegen sie. Darin lag der Wendepunkt der Zeit, der das Ende der Revolution nicht minder revolutionär machte, als es ihr Anfang gewesen war.“

### Berlin
Nach Kriegsende lehrte er an der Vereinigten Artillerie- und Ingenieurschule das Fach Kriegsgeschichte. Wegen eines „anstößigen Aufsatzes“ wurde er 1817 vor das Kriegsgericht gestellt und entlassen. Da ihm ein Lehrstuhl an der Friedrich-Wilhelms-Universität zu Berlin versagt blieb, widmete er sich der schriftstellerischen Tätigkeit. Er veröffentlichte mehrere Beiträge zur Kriegsgeschichte und zur Geschichte Preußens. Er verehrte Georg Wilhelm Friedrich Hegel, mit dem ihn bald eine innige Freundschaft verband. 1829 erhielt er eine Anstellung im Königlichen Museum in Berlin. Er gründete und leitete den Wissenschaftlichen Kunstverein in Berlin. Er war Kustos der Königlichen Kunstkammer, Direktor des Münzkabinetts Berlin und Leiter des ethnolographischen Museums.
Förster war verheiratet mit Laura geb. Gedike, Tochter des preußischen Schulreformers Friedrich Gedike. Er war Schwager von Heinrich Meyer und Carl Emil Gedike. Er gehörte zum Freundeskreis von Johann Wolfgang von Goethe (der seine Frau bewunderte) und war Mitglied der Gesetzlosen Gesellschaft zu Berlin.

„Lerne fechten mit Wort und Schwert, damit Du gleich rüstig stehest gegen Jeden männiglich!“

Friedrich Christoph Förster starb nach kurzer Krankheit am 8. November 1868 im Alter von 77 Jahren in Berlin. Beigesetzt wurde er auf dem Friedhof der Dorotheenstädtischen und Friedrichswerderschen Gemeinden an der Chausseestraße. Das Grab ist nicht erhalten.

## Redakteur

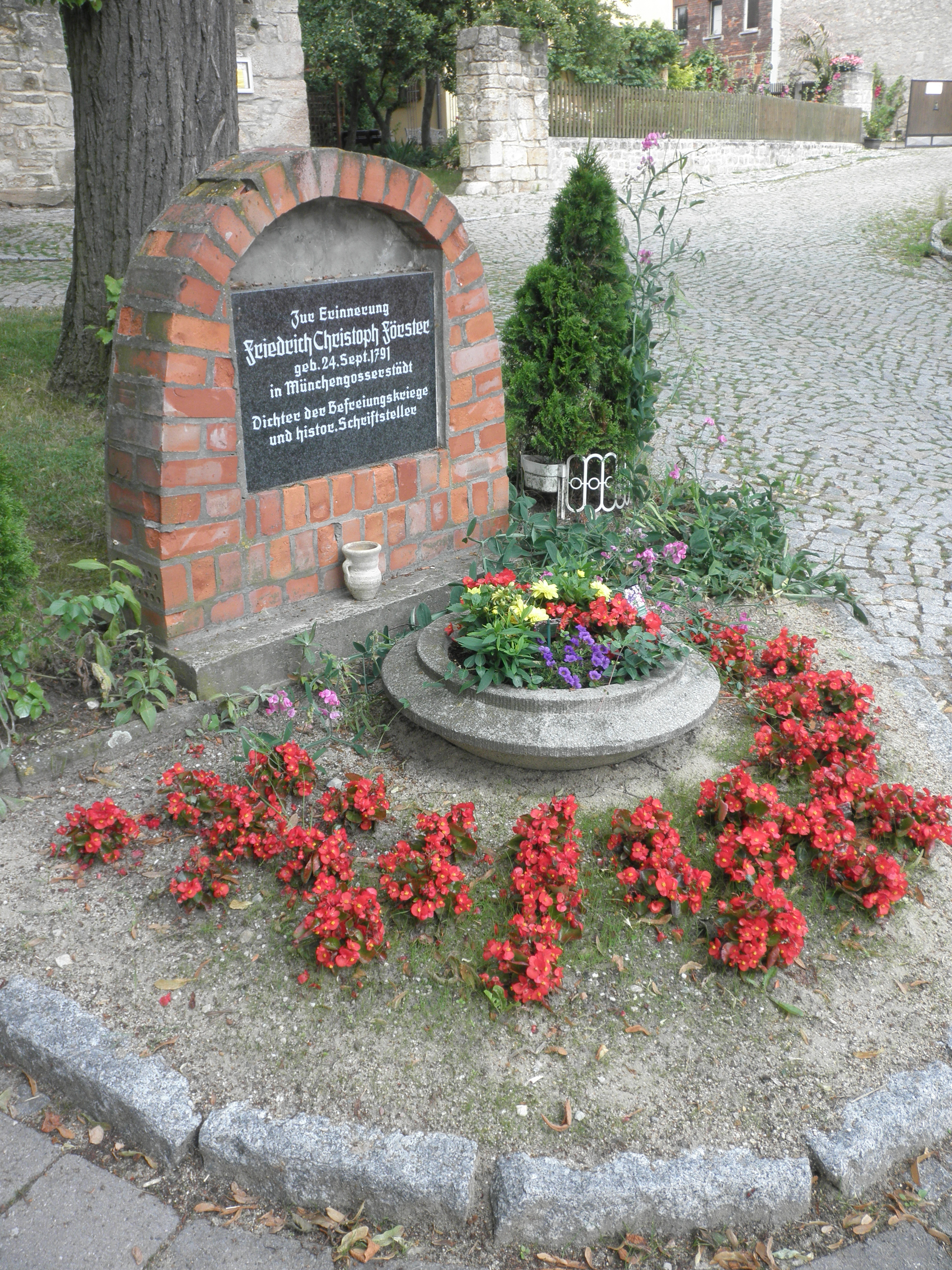
Gedenkstein Förster in Münchengosserstädt

- Neue Berlinische Monatsschrift, siehe Berlinische Monatsschrift[3]
- Vossische Zeitung[3]
- Neues Berliner Konversationsblatt (mit Willibald Alexis)[3]

## Ehrungen
- Eisernes Kreuz
- Hofrat

## Schriften
- Vollständige Beschreibung aller Feste und Huldigungen, welche in den Königreichen Preussen und Baiern zur höchsten Vermählungsfeier des durchlauchtigsten Kronprinzen Friedrich Wilhelm von Preussen und der … Prinzessin Elisa Ludovika von Baiern stattgefunden haben … Maurer, Berlin 1824. Digitalisierte Ausgabe
- Beiträge zur neueren Kriegsgeschichte. Maurer, Berlin 1816. (Digitalisat Band 1), (Band 2)
- Die Sängerfahrt für Freunde der Dichtkunst und Malerei. Maurer, Berlin 1818. (Digitalisat)
- Grundzüge der Geschichte des preußischen Staates. 2 Bde., Maurer, Berlin 1818. (Digitalisat Band 1)
- Der Feldmarschall Blücher von Wahlstatt und seine Umgebungen. Brockhaus, Leipzig 1820. (2. Aufl. 1821) (Digitalisat)
- Ausführliches Handbuch der Geschichte, Geographie und Statistik des preußischen Reichs. 2 Bde., Christiani, Berlin 1820–1822. (Digitalisat Band 1), (Band 2)
- Friedrich d. Gr. Jugendjahre, Bildung und Geist, Berlin 1822
- Albrechts von Wallenstein, des Herzogs von Friedland und Mecklenburg, ungedruckte, eigenhändige vertrauliche Briefe und amtliche Schreiben aus den Jahren 1627 bis 1634 an Arnheim (v. Arnimb), Aldringer, Gallas, Piccolomini und andere Fürsten und Feldherrn: Mit einer Charakteristik des Lebens und der Feldzüge Wallenstein’s, 3 Teile, Berlin 1828/29
- Gustav Adolph, ein historisches Drama, Berlin 1832
- Briefe eines Lebenden. (Eine italienische Reise.) 2 Bände. Duncker & Humblot, Berlin 1831. (Digitalisat Band 1), (Band 2)
- Wallenstein, Herzog zu Mecklenburg, Friedland und Sagan, als Feldherr und Landesfürst in seinem öffentlichen und Privat-Leben: Eine Biographie. Nach des Herzogs eigenhändigen Briefen und aus den Acten und Urkunden der Geheimen Staats-Archive zu Wien, Berlin, München, und der vornehmsten Landes-Archive des Königreichs Böhmen, Potsdam 1834
- Geschichte Friedrich Wilhelms I., Königs von Preußen, 3 Bde., Potsdam 1834–1835
- Die Höfe und Cabinette Europas im 18. Jahrhundert, 3 Bde., Potsdam 1836–1839
- Kriegslieder, Romanzen, Erzählungen und Legenden, 2 Bde., Berlin 1838
- Die Perle auf Lindahaide. 1841. (Digitalisat)
- Leben und Thaten Friedrichs d. Gr., 2 Bde., Meißen 1840–1841 (11. Aufl. 1842)
- Christoph Columbus, 2 Bde., 1842–1843
- Peter Schlemihls wundersame Geschichte. Mit 16 eigenen Handzeichnungen von Hosemann. Leipzig, 1843
- Wallenstein’s Prozeß vor den Schranken des Weltgerichts und des k. k. Fiscus zu Prag: mit einem Urkundenbuche bisher noch ungedruckter Urkunden. Teubner, Leipzig 1844. (Digitalisat)
- Preußens Helden im Krieg und Frieden, neuere und neueste preußische Geschichte. Vom großen Kurfürsten bis auf unsere Tage, 7 Bde., Berlin 1849–1860. (Die drei letzten Bände behandeln die Befreiungskriege.)
- Nach seinem Tode erschienen Erinnerungen aus seinem Leben unter dem Titel: Kunst und Leben. Aus Friedrich Försters Nachlaß, herausgegeben von Hermann Kletke. Berlin 1873